# Шотландський палаш

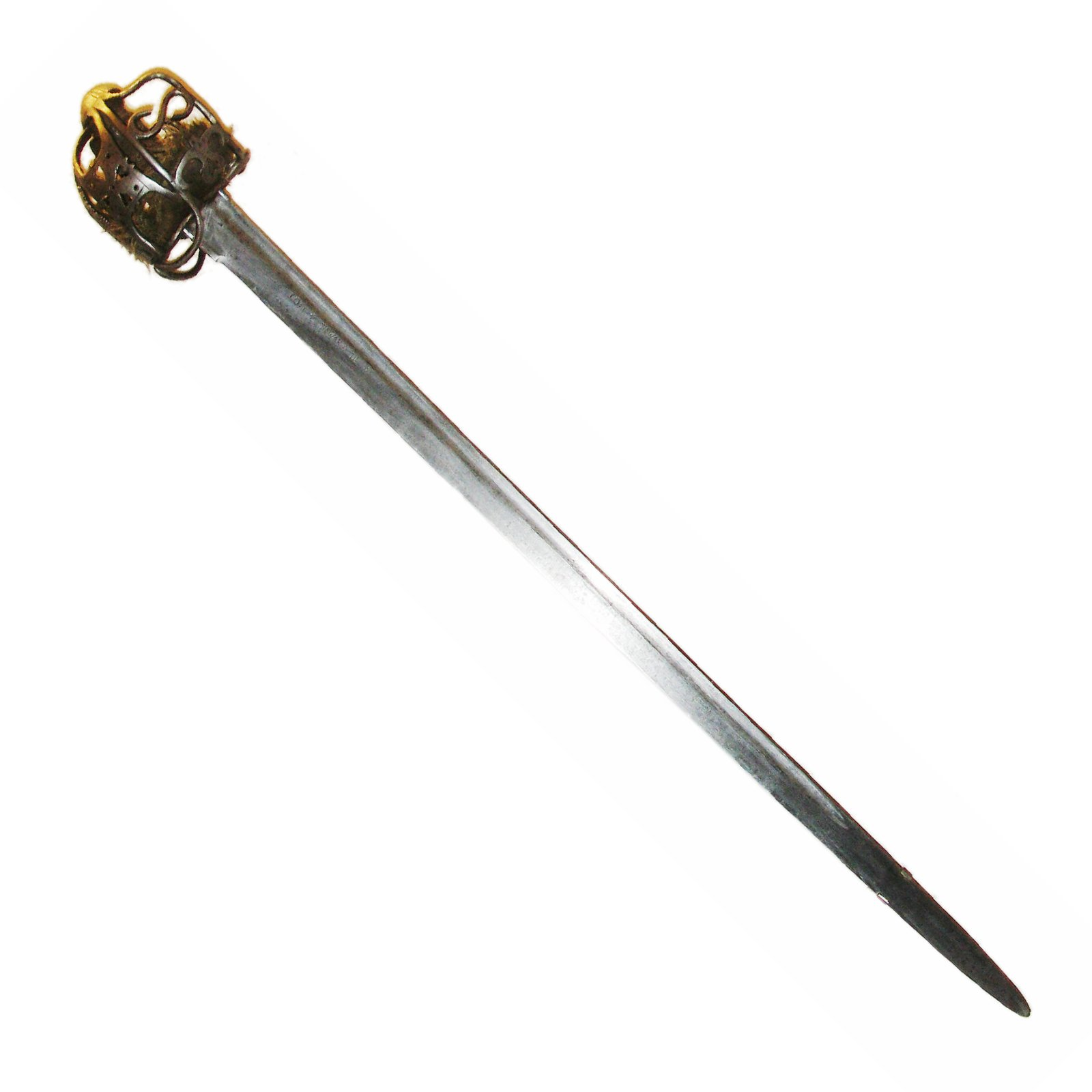
Шотландський палаш

Шотландський палаш (англ. Highland broadsword — «широкий гірський меч», ґельськ. Claidheamh leathann — букв. «широкий меч») — рубаючо-колюча клинкова холодна зброя з півтора заточеним клинком, рідше двосічним, широким до кінця, і зі складним кошикоподібним ефесом. Поєднує в собі якості меча і шаблі. Довжина клинка шотландського палаша 750—900 мм, ширина клинка біля гарди до 45 мм. Вага від 1200 до 2000 грам. Цей палаш використовувався в кінці XVI — початку XVIII століття. Його варіанти швидко поширилися по Англії і Ірландії, зокрема використовувалися в армії Великої Британії як зброя офіцерів, однак за межами Британських володінь він не набув великої популярності.
Історія шотландського палаша нерозривно пов'язана з шотландськими війнами за незалежність у XVIII столітті. У 1715 році шотландці підняли марне повстання проти англійського панування. Через десять років вийшов закон, про заборону традиційної шотландської зброї (нарівні з мечем — кинджали, щити, пістолети), тоді англійці почали формувати гайленські полки. Вони складалися з шотландців, які відреклися від незалежної Шотландії і склали присягу на вірність британській короні. Ці частини мали привілеї, за якими вони могли й далі носити шотландську зброю зі своєї уніформою в шотландському стилі. У 1745 році нове повстання гайлендерів, яке було знову придушено з великою кров'ю. Символом цих повстань став шотландський меч. Традиційний палаш має настільки велике значення для шотландської культури, що використовується не тільки в бою. Танок з мечами є одним з чотирьох найстаріших традиційних шотландських танців стилю Гайланд. До кінця 18-го століття шотландський палаш поступово знімається з озброєння, залишившись тільки як статусна зброя офіцерів і унтер-офіцерів. З 20-го століття по теперішній час шотландський палаш є парадною зброєю офіцерів Шотландських полків британської армії та армій Британської співдружності націй.